# Miss Nepal

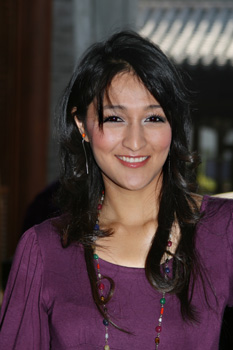
Sitashma Chand, Miss Nepal 2007.

Miss Nepal anche conosciuto come Hidden Treasure Miss Nepal (मिस नेपाल-नेपालकै सबैभन्दा राम्री) è un concorso di bellezza femminile che si tiene annualmente a Kathmandu in Nepal, sin dal 1994. La vincitrice del concorso rappresenta il Nepal a Miss Mondo, mentre la seconda classificata a Miss Terra.. La prima ad essere incoronata Miss Nepal è stata Ruby Rana. In anni recenti, il Nepal è rappresentato anche a Miss International, Miss Asia Pacific (dal 1994) e Miss Tourism Queen International (dal 2005).

## Albo d'oro
| Anno | Vincitrice          | Piazzamento                                 |
| ---- | ------------------- | ------------------------------------------- |
| 1994 | Ruby Rana           |                                             |
| 1995 | Sumi Khadka         |                                             |
| 1996 | Poonam Ghimire      |                                             |
| 1997 | Nilima Gurung       | Partecipa a Miss Asia Pacific International |
| 1997 | Jharana Bajracharya | Partecipa a Miss Mondo                      |
| 1998 | Niru Shrestha       |                                             |
| 1999 | Shewta Shah         |                                             |
| 2000 | Usha Khadgi         |                                             |
| 2002 | Malvika Subba       |                                             |
| 2003 | Priti Sitoula       |                                             |
| 2004 | Payal Shakya        |                                             |
| 2005 | Sugarika K.C.       |                                             |
| 2007 | Sitashma Chand      |                                             |
| 2009 | Zenisha Moktan      |                                             |
| 2010 | Sadiccha Shreshta   |                                             |
| 2011 | Malina Joshi        |                                             |